# Фокс-Лейк (тауншип, Миннесота)
Фокс-Лейк (англ. Fox Lake) — тауншип в округе Мартин, Миннесота, США. На 2000 год его население составило 289 человек.

## География
По данным Бюро переписи населения США площадь тауншипа составляет 92,2 км², из которых 88,3 км² занимает суша, а 3,9 км² — вода (4,21 %).

## Демография
По данным переписи населения 2000 года здесь находились 289 человек, 110 домохозяйств и 83 семьи.  Плотность населения —  3,3 чел./км².  На территории тауншипа расположена 141 постройка со средней плотностью 1,6 построек на один квадратный километр. Расовый состав населения: 98,96 % белых, 0,35 % азиатов и 0,69 % приходится на две или более других рас. Испанцы или латиноамериканцы любой расы составляли 0,35 % от популяции тауншипа.
Из 110 домохозяйств в 39,1 % воспитывались дети до 18 лет, в 70,0 % проживали супружеские пары, в 5,5 % проживали незамужние женщины и в 24,5 % домохозяйств проживали несемейные люди. 23,6 % домохозяйств состояли из одного человека, при том 8,3 % из — одиноких пожилых людей старше 65 лет. Средний размер домохозяйства — 2,63, а семьи — 3,12 человека.
28,0 % населения — младше 18 лет, 4,5 % — в возрасте от 18 до 24 лет, 28,0 % — от 25 до 44, 27,0 % — от 45 до 64, и 12,5 % — старше 65 лет. Средний возраст — 40 лет. На каждые 100 женщин приходилось 115,7 мужчин.  На каждые 100 женщин старше 18 приходилось 108,0 мужчин.
Средний годовой доход домохозяйства составлял 32 188 долларов, а средний годовой доход семьи —  36 625 долларов. Средний доход мужчин —  25 000  долларов, в то время как у женщин — 15 000. Доход на душу населения составил 14 888 долларов. За чертой бедности находились 14,7 % семей и 16,4 % всего населения тауншипа, из которых 19,7 % младше 18 лет.